# Захаров, Павел Владимирович
Павел Владимирович Захаров (род. 9 марта 1994, Чита) — российский футболист, полузащитник.

## Биография
Воспитанник читинского футбола. Пять лет выступал за местный профессиональный клуб «Чита». В 2019 году переехал в Монголию, где он перешел в клуб «Хангарьд». По итогам сезона хавбек помог ему стать бронзовым призёром чемпионата страны. В чемпионате Захаров провел за команду восемь матчей, в которых забил десять голов. В январе 2020 года перешел в другой монгольский коллектив «Улан-Батор Сити». В 2022 году вместе с другим россиянинами Саввой Князевым и Никитой Артеменко выступал за «Дэрэн».

## Достижения
- Бронзовый призёр Чемпионата Монголии: 2019

## Семья
Брат игрока Анатолий Захаров (род. 1996) также является футболистом. Вместе с Павлом они вместе выступали за «Читу».